# Philippe Charbonneaux
Philippe Charbonneaux (Reims, 18 febbraio 1917 – Parigi, 4 giugno 1998) è stato un designer francese.

## Biografia

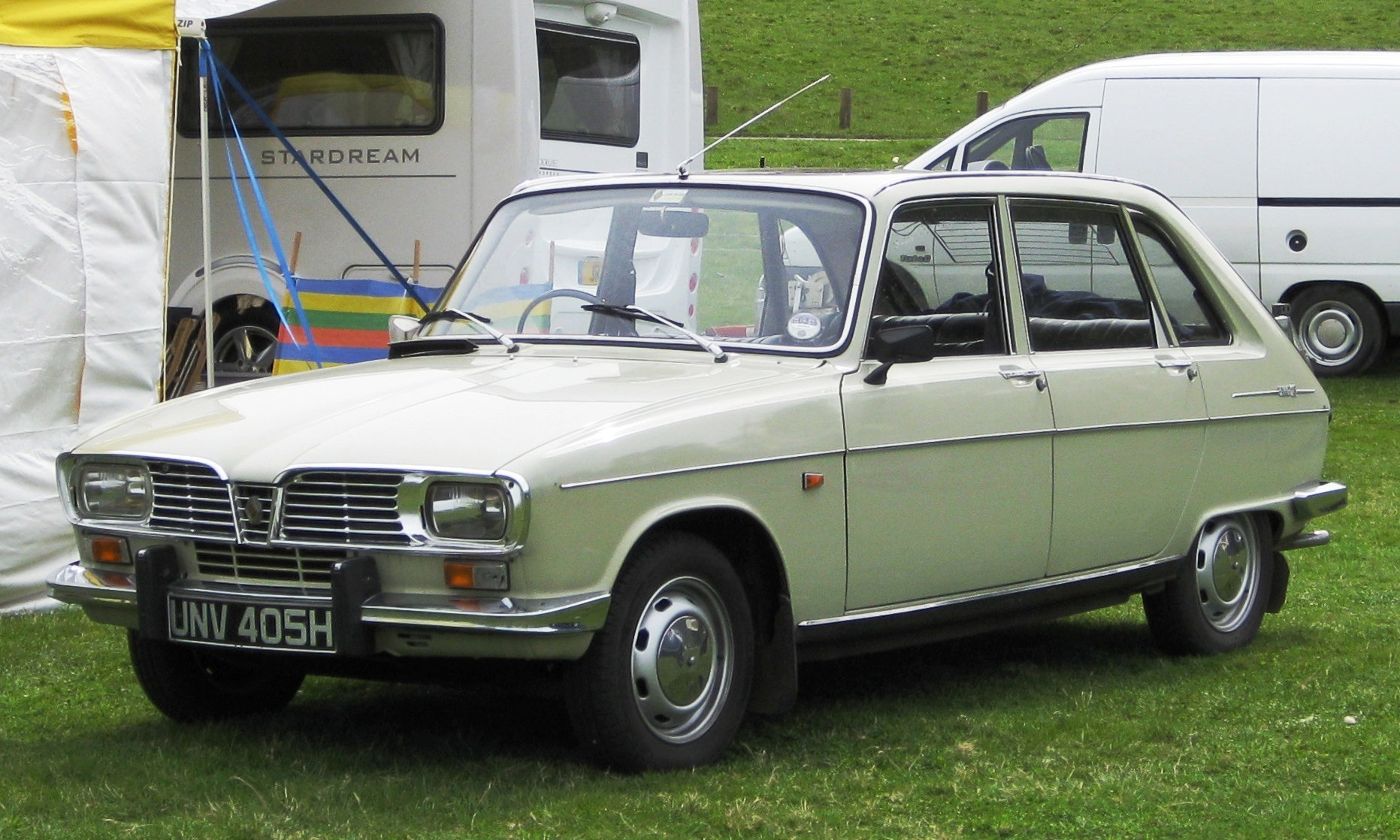
Renault 16 del 1969

Nato nei pressi di Reims, fu un designer francese che ha operato principalmente in campo automobilistico nel secondo dopoguerra, ma anche altri settori del design, tra cui alcuni elettrodomestici, come per esempio televisori.
Charbonneaux iniziò la sua carriera vendendo suoi disegni ad alcune riviste del settore. Dopo pochi mesi emigrò negli Stati Uniti, dove a collaborare con il gruppo General Motors. Qui vi trascorse gli anni quaranta, dopodiché tornò in Francia, dove cominciò a collaborare con la Citroën (sua la realizzazione di una fuoriserie su base 2CV). Nel 1953 gli venne affiancato un giovanissimo Paul Bracq, che grazie anche all'apporto professionale di Charbonneaux seppe anch'egli guadagnarsi un posto di rilievo nel panorama del design automobilistico del Novecento. Degli anni '50 fu anche la sua collaborazione con la Delage, protrattasi fino alla fine del marchio.
Nel decennio successivo cominciò una proficua collaborazione con la Renault, per la quale firmerà la linea di modelli come la Renault 8 e la Renault 16.

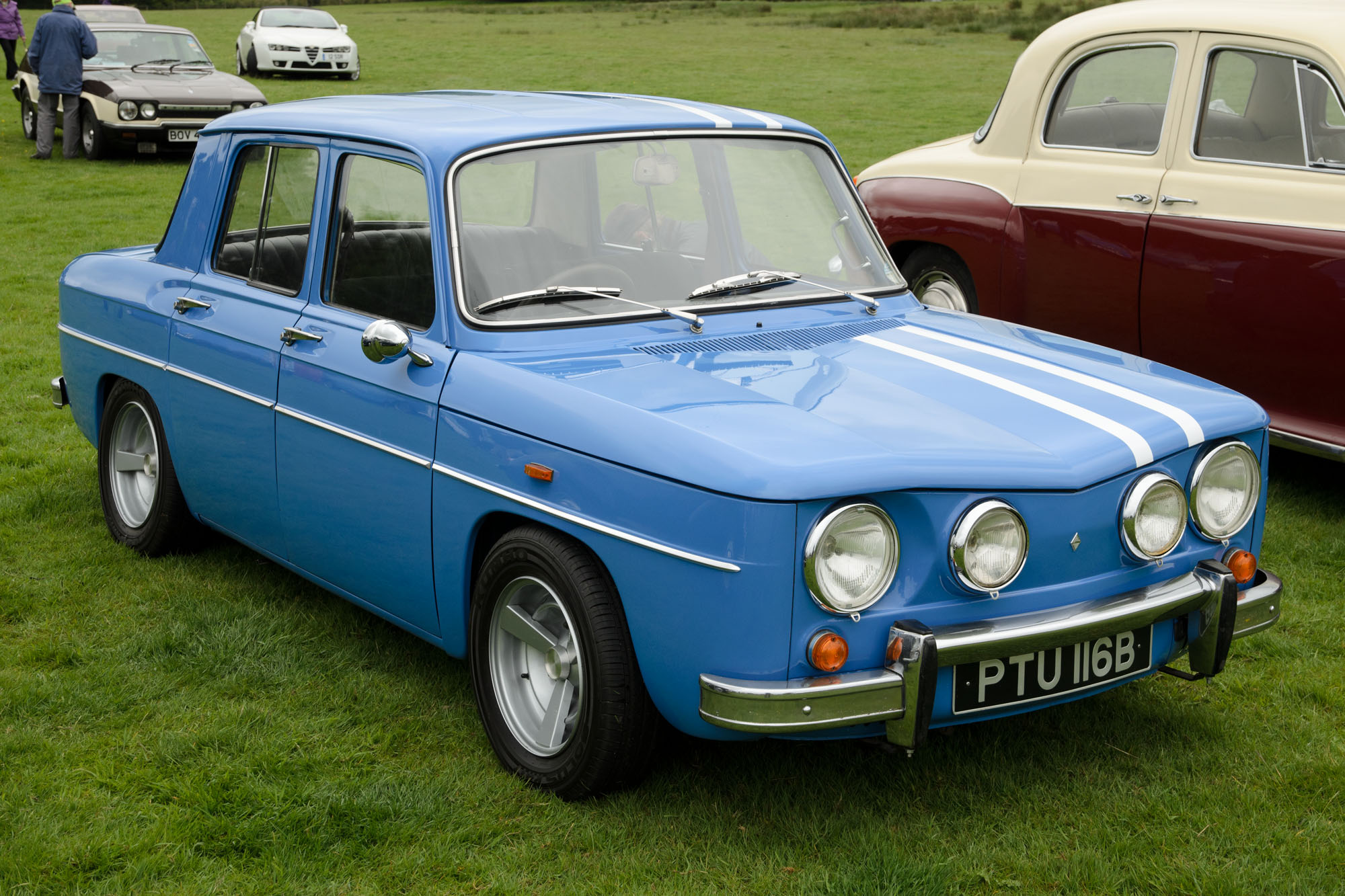
Renault 8 opera di Charbonneaux

Durante i due decenni seguenti, Charbonneaux cominciò a dedicarsi tra l'altro anche a collezionare una serie di sue stesse creazioni, che avrebbe in seguito donato ad un museo nei pressi di Reims, dove nacque.
Tra le sue ultime creazioni in campo automobilistico va ricordato il prototipo Ellipsis. Molte delle opere di Charbonneaux, sia in campo automobilistico che non, sono esposte al Museo del Design di New York.

## Modelli disegnati
- Renault 8
- Renault 16